# デジタイズ
デジタイズ（英: digitize）は連続的な値を離散的な値に変換すること。その手法全般を含めてデジタイゼーション （英: digitization）ともいう。離散値をデジタル値（英: digital value）といい、コンピュータを用いた手法では2値のビット（英: bit）を使った量子化が主流となっている。発展した情報理論を応用して、既存のオブジェクト・画像・信号（通常アナログ信号）などの情報をデジタイズすることを電子化 、またはデジタル化（英: digitalize）という。デジタイズの結果で得られた情報は、元の情報との対比として「デジタル表現」あるいは「デジタル形式」、画像であれば「デジタル画像」などと呼ぶ。
デジタル化された情報はビット量子化された単なる数列であるため、人間が知覚や認識ができるようにデータを画像としてディスプレイで表示させたり、文字列を割り当てて印字したり、電気信号へ変換してスピーカーから発音させたりなどの加工を行う。これをレンダリング（英: rendering）といい、レンダリングを行う仕組みや装置をレンダラー（英: renderer）という。
近年では、非デジタルの情報をデジタイズするだけでなく、情報そのものが作成された時点ですでにデジタル化されている場合が増えた。このような情報やコンテンツをボーン・デジタル （英: born-digital）という。書籍や出版では文章をワープロ、図版をデジタイザ （英: digitizer）などで入力し、紙媒体への印刷を後から行う（デジタルファースト - 英: digital-first、ペーパーレイター - 英: paper-later） ことも一般化してきている。
総務省の情報通信白書では、企業のデジタルトランスフォーメーションの推進に関連し、デジタル化に含まれる概念に、「既存の紙のプロセスを自動化するなど、物質的な情報をデジタル形式に変換すること」をデジタイゼーション (Digitization) 、「組織のビジネスモデル全体を一新し、クライアントやパートナーに対してサービスを提供するより良い方法を構築すること」をデジタライゼーション (Digitalization) として、2つを分けて用いている。
以下ではデジタイズ、電子化の両方について述べる。

## 概要
アナログ信号は、時間的に連続な連続信号で、その値も連続的に変化する。しかし、デジタル信号はどちらの観点からも離散的であり、デジタイズは本来の信号の近似でしかない。しかし、アナログ信号が通常情報成分だけでなくノイズ成分を含むことを考えれば、デジタイズによって必ず情報が失われるとは言えない。
デジタル信号は整数の数列として表される。デジタイズであれば、一定間隔（サンプリング周波数）でアナログ信号を読み取り、その時点の値を整数化する。このように間隔を設定して読み取ることを標本化と呼び、また読み取った値を8ビットあるいは16ビットのような範囲で表現することを量子化と呼ぶ。標本化の細かさはサンプリング周波数で決まり、分解能や解像度としてあらわれる。量子化の細かさは量子化ビット数で決まる。デジタイズの細かさは標本化と量子化の二つの要素によって決定される。なおデジタイズを行う電子回路をアナログ-デジタル変換回路と呼び、デジタイズを信号の変調方式の一種として見た場合は、パルス符号変調と言う。周波数領域では標本化定理により標本化の限界が定まる。
整数列をアナログ信号に戻すことで本来の信号の近似が得られる。この変換を行う電子回路をデジタル-アナログ変換回路と呼ぶ。この近似の正確性は基本的にサンプリング周波数と量子化ビット数によって決定される。

## デジタル化、電子化
通常、「デジタイズ」という単語はデジタルデータを作る機械の機能や機械の操作に対して用いられる。これに対して用例を比較する。
- デジタル化
  - 広く、アナログデータをデジタルデータに変換することに用いる。例として、定規で長さを計測し、数値化すること。
  - 放送を例にとれば、「デジタイズ」が信号変換をいうのに対し、「放送のデジタル化」のように社会的な過程についてもいう。

- 電子化
  - 人間がデータを読み取りデジタルデータを作る。例えば、文書を読み取って、キーボード操作でテキストファイルを作成する。
  - デジタルデータを作る業務的、経営的、社会的な過程を言う。例えば、社会保険庁が年金情報を電子化する。
  - すでに電子化されているアナログデータには用いない。「放送の電子化」とは言わない。

## 各種データのデジタイズ
「デジタイズ」という用語は、音声だけでなく写真やビデオなどをスキャンしてコンピュータに取り込むことも指す。写真の場合、サンプリング周波数は画像の解像度（dpi）に相当する。また読み取りデータは24ビットカラー、あるいは8ビットモノクロ形式が一般的である。デジタイズは画像を電気通信で転送可能にしたり、コンピュータで処理できるようにする主な手法と言える。
地理情報システムでは、地理的な特徴をデジタイズしてビットマップ画像（ラスタ形式）にする。電子地図は様々な地理的画像や地図をデジタイズすることで作成される。
また、ペンタブレットなどの図形・画像情報を入力する機器を総称してデジタイザーと呼ぶ。大型の機器は図面の読み取りに利用されている。この場合、基本的に機器からは座標データが送信され、ソフトウェアで意味のあるベクトル形式のデータに変換される。機器の読み取り精度は通常0.02～0.1mm程度であるが、手操作では誤差が生じるので、ソフトウェア側で補正することが多い。小型の機器はマウスに替わるポインティングデバイスとして、手描きのタッチでイラストを描く、文字を書くといった使い方に利用される。

## アナログからデジタルへ
現在では、音楽の録音はほとんど全てデジタイズを伴う。約50万本のInternet Movie Databaseにある映画のうち、約10%がDVD上にデジタイズされている。2006年現在、世界中の全文書の約5%がデジタイズされている。
デジタイズが人間の知覚の分解能より小さいサンプリング間隔で行われると、人間にはデータがアナログかデジタルかの区別がつかない。音楽、映画、放送のデジタル化はこれにあたる。

## デジタル化の段階
デジタル化であってもいろいろな段階がある。例えば、電子図書館において、書籍をスキャナで読み取った場合は、書籍の画像データ化であり、国立国会図書館の近代デジタルライブラリーはこの段階である。昔の書籍の活字の様子も読み取れるが、文字がテキストデータ化されてはいない。これに対し、青空文庫の場合は、書籍の文字をテキストデータ化した段階である。

## フィクション
サイエンス・フィクションでは、人間をコンピュータ内に送り込むためにデジタル信号化することを「デジタイズ」と呼ぶことがある。その場合、何故かその人間が現実世界から消え、コンピュータ内の世界に現われることが多い（例えば、映画『トロン』など）。